# كوستاس تشاريسيس
كوستاس تشاريسيس (باليونانية: Κώστας Χαρίσης)‏ مواليد 12 نوفمبر 1979 في أثينا، هو لاعب كرة سلة يوناني. بدأ مسيرته الاحترافية في سنة 1998. يلعب في الدوري اليوناني لكرة السلة كلاعب وسط. يحمل الرقم 12. يبلغ طوله 6 قدم 11.5 بوصة (2.1 م).

## المسيرة الاحترافية
لعب مع نادي أولمبياكوس لكرة السلة في موسم 2003–2004، ثم لعب مع نادي إيه إي كي لكرة السلة في موسم 2007–2008، ثم لعب مع نادي أريس لكرة السلة من سنة 2012 إلى 2015.

## روابط خارجية
- كوستاس تشاريسيس على موقع الدوري الأوروبي لكرة السلة (الإنجليزية)
- كوستاس تشاريسيس على موقع كرة السلة الأوروبية.كوم (الإنجليزية)
- كوستاس تشاريسيس على موقع كلية كرة السلة في سبورتس رفرنس.كوم (الإنجليزية)
- كوستاس تشاريسيس على موقع ريلجم (الإنجليزية)
- كوستاس تشاريسيس على موقع بروبوليرز (الإنجليزية)
- كوستاس تشاريسيس على موقع سبورتس رفرنس (الإنجليزية)